# 奇萊主山
奇萊山，其主山稱為奇萊主山，又稱奇萊山主峰，或簡稱奇萊主峰，位於臺灣花蓮縣秀林鄉富世村、銅門村與南投縣仁愛鄉合作村之間，標高3,560公尺，台灣百岳排名第20，地處中央山脈主稜北段，山頂有編號5984的三等三角點。儘管稱為奇萊山的「主山」或「主峰」，但其高度卻低於北側在中央山脈主稜脈往東的分支脈上，有一等三角點的奇萊山最高峰奇萊主山北峰（標高3,607公尺）。
「奇萊」一詞原為台灣原住民撒奇萊雅族，「歧萊」原指花蓮，清治時期地圖將西邊的山嶺標為「岐萊山」，漢人轉訛寫為「澳奇萊」或「奇萊」，這支族群居住的美崙溪平原，被稱為「奇萊平原」。到了日治時期之後，地圖則標示為「䓫萊主山」，沿用至今。

## 地形
奇萊山區由北往南依序有北峰、奇萊池山、主峰、卡羅樓斷崖，及北端支脈屏風稜線等，南側亦接續有以奇萊為名的群峰奇萊裡山、奇萊南峰，形成一系列綿延雄偉的山峰，北銜合歡群峰，南隔能高埡口連接能高群巒。從合歡山遠望奇萊稜脊，常因背對陽光而顯龐大、漆黑，山岳氣勢懾人，因面對日出太魯閣語即為瞇著眼睛看之意；再者，奇萊山素以險峻著名，氣候錯綜複雜，雲霧變幻莫測，是台灣發生最多山難的山區之一，所以有「黑色奇萊」的稱號。

## 山難
- 1897年1月，日本陸軍步兵深堀安一郎大尉（相當於上尉）率測量、林學技師一行14人，由霧社出發探查中部橫貫鐵路與中部橫貫公路預定路線，2月預定翻越奇萊山往花蓮方向卻失聯，後來埔里撫墾署派出的搜救隊在奇萊山西方濁水溪上游霧社溪－米納肯溪谷合歡瀑布下方發現深堀一行的遺物，證實全隊遭殺害，是為深堀大尉事件。[6][7]

- 1971年7月21日下午，5名國立清華大學核子工程系及一名物理系女學生與1名國立臺灣大學物理系學生共七人組隊攀登奇萊山，22日抵松雪樓，23日清晨出發，因尋路費力耗時，24日下午才登上奇萊稜脊(3440 M)。25日上午七時收音機的氣象報告說娜定颱風即將登陸，一行人決定撤退回到松雪樓，午後一時三十分，走出原始林，到達奇萊山與合歡山間的鞍部，但只有台大的施能健在下午四時先回到松雪樓求救，三位林務局管理員出動找人，但只救回清大物理系的賴淑卿，龔士武、吳建昌拖救中不支倒地死亡，龔士武倒地時距松雪樓僅五十公尺。之後救難隊員在距松雪樓九公里遠的地方發現凍死的柏盛亨、錢迪、邱瑞昌。這起事件促使校方為紀念罹難學生而募款興建成功堡。[8]

- 1972年8月24日，發生著名的邱高事件。剛從東海大學畢業的邱高與輔仁大學的李福明、胡德寧在奇萊山失蹤，全台灣動用眾多人力和資源搜救，無果。其中有許多令人匪夷所思之處。但另一方面，邱高事件也奠定了台灣山難搜救的系統。

- 1976年8月8日，八名中華民國陸軍軍官學校學生組隊攀登奇萊山，9日在奇萊主山山麓紮營，當天畢莉颱風在台灣東北部登陸，一行人趕忙撤退。李一成體力不支，腳又受傷，被安頓在一處山洞避難，其餘七人下山求救。結果只有賀修灣於11日上午七時三十分返回松雪樓求救，並向昆陽派出所報案。。13日上午，武旭光、李達安、包震非被發現凍死在在奇萊主山與奇萊北峰間的稜脊上，14日發現已被凍死的崔涵育。15日下午六時許，姜開成行至松雪樓下方山徑，疲憊不堪無法言語，但不斷敲擊便當盒發出聲響，引起松雪樓管理員注意，在昏迷前獲救。但在山洞裡避難的李一成卻沒看到人。李一成的父親找經驗豐富的林兩全求救，林兩全帶著兩名原住民、一名警察及登山隊員，包括一名東海大學盧姓女學生，一行七人上山救人。後來發現學生們的帳棚被吹倒在風口，裡面還有睡袋跟糧食。林兩全等人立刻擴大搜尋範圍，最後22日在奇萊主山北側山坡下一處溪谷草地發現李一成以蹲姿蜷曲坐著，但已死亡。楊啟欣則是一直到9月中旬，才被攀登奇萊北峰的台大登山社同學在奇萊主山到奇萊北峰途中發現遺骸。

- 1977年，台中市居仁國中四名學生賞雪迷走山區，一死三失蹤。

- 1980年2月3日，國立清華大學核工系大四學生廖學輝、許榮通、魏國良挑戰難度極高的雪期縱走奇萊，遇上暴風雪，3人身亡。

- 1984年2月5日，林翠微於奇萊山墜落身亡。

- 1986年6月20日，中華民國空軍中尉胡致平獨攀奇萊主山、北峰，身亡。

- 1989年11月18日，台中登山協會女登山隊員殷小玲（32歲，台中市人）和另六名隊員攀登奇萊主峰。11月19日上午，她獨自一人脫隊失蹤，同隊的二名隊員留在現場尋找，另四人則下山報案。太魯閣國家公園警察隊、花蓮縣警察局新城分局、中區山難搜救中心都派人會同山地青年共卅多人上山搜尋，只在成功堡找到殷小玲的背包，另外在距成功堡約二千公尺的小徑找到她的雨衣，但未發現殷小玲的蹤跡。

- 2016年6月27日，國立臺灣師範大學生物學家賴俊祥往奇萊山研究山椒魚，於奇萊北峰附近失足墜崖身亡[9]。
- 2017年4月30日，高雄市李姓女子與黃姓男領隊攀登奇萊主峰，李女前天登頂途中體力不支獨自折返，黃男竟繼續登頂，後來李女不慎失足墜落碎石坡，因受傷無法移動，打電話求救；消防局前晚入山救援，昨申請內政部空中勤務總隊黑鷹直升機，發現李女罹難，將遺體吊掛下山，交由檢警查明死因；登山專家痛批黃男應留下照顧李女，不應繼續登頂，導致李女失足無人照料。

## 全景

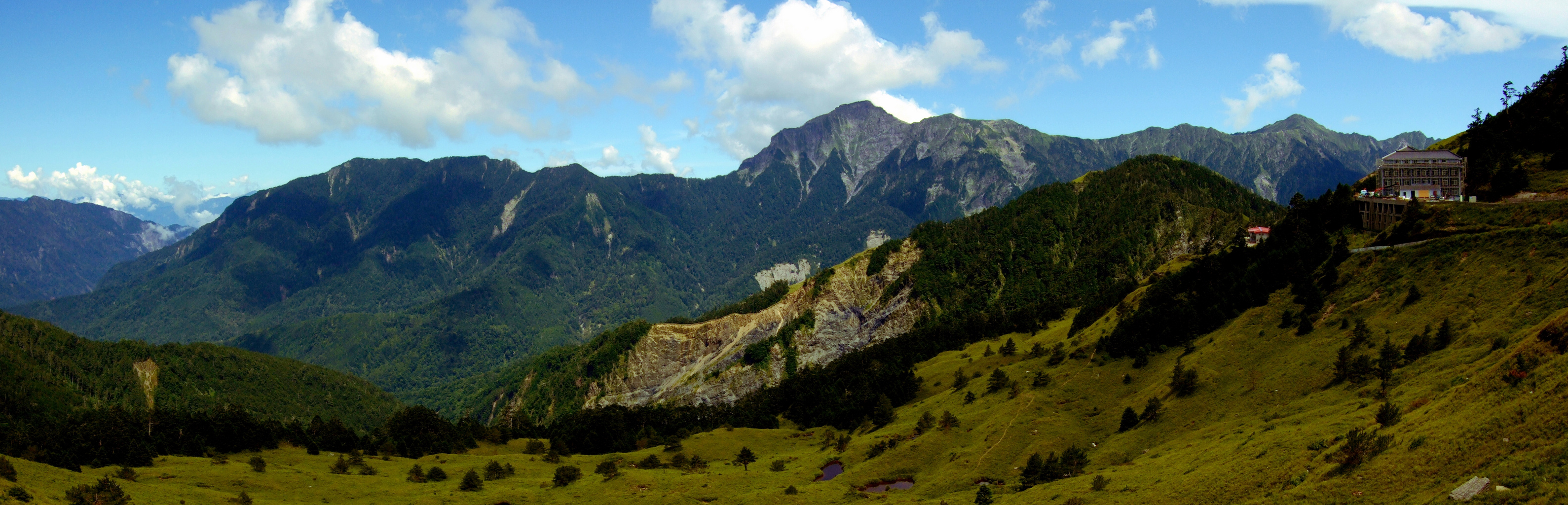
從合歡山莊北側約100公尺拍攝奇萊連峰。左側連稜為屏風山，右側為奇萊連峰：中央尖峰為奇萊北峰，右側為奇萊主山。最右為合歡山松雪樓。